# Cyclohexanehexone
La cyclohexanehexone ou cyclohexanehexaone ou hexacétocyclohexane est un composé inorganique de formule C6O6, soit la sextuple cétone du cyclohexane. C'est un oxyde de carbone qui consiste en l'hexamère du monoxyde de carbone, CO.
En mai 2006, ce composé n'a pas encore été synthétisé en quantité,.

## Composés apparentés
La cyclohexanehexone peut être vue comme l'équivalent neutre des anions rhodizonates C6O62−. Le mono-anion une seule fois chargé C6O6− a été détecté dans des expériences de spectroscopie de masse par Richard B. Wyrwas et Caroline Chick Jarrold et est formé par oligomérisation de monoxyde de carbone via la formation de molybdène-carbonyles.
En accord avec des analyses par diffractométrie de rayons X, le réactif vendu sous le nom de "cyclohexanehexone octahydrate" ou un nom équivalent est en réalité le dodécahydroxycyclohexane dihydrate,.
En 1966,  H. E. Worne de Natick Chemical Industries a breveté des composés de formule  C10O10 et C14O14 qui peuvent être décrit comme la fusion de deux ou trois molécules de C6O6.

## Thérapie triquinoyl
À la fin des années 1940, William J. Hale a déclaré que le triquinoyl étant un trimère du "glyoxylide" de W. Koch (en) (éthylènedione), devrait être tout aussi efficace que celui-ci contre "le diabète, l'arthrite, la poliomyélite et même le cancer". Même s'il n'existe pas de recherche ou de résultat qui soutiennent cette déclaration (en fait, les préparations de glyoxylide de Koch ont été trouvées comme n'étant que juste de l'eau distillée), le triquinoyl  est toujours répertorié comme un ingrédient de remèdes de certaines médecines alternatives,